# لواكي (فوكوشيما)
مدينة لواكي (بالإنجليزية: Iwaki) هي أحد المدن التابعة لمحافظة فوكوشيما. تأسست رسميًا في 01/10/1966. ويقدر عدد سكانها بـ 349947 نسمة حسب تقدير مكتب الإحصاء الياباني لعام 2012. تبلغ مساحة لواكي 1231.34 كم2. بكثافة سكانية تبلغ 284 نسمة/كم2.

## المناخ
يظهر الجدول التالي التغييرات المناخية على مدار السنة للواكي:
| البيانات المناخية لـلواكي         | البيانات المناخية لـلواكي | البيانات المناخية لـلواكي | البيانات المناخية لـلواكي | البيانات المناخية لـلواكي | البيانات المناخية لـلواكي | البيانات المناخية لـلواكي | البيانات المناخية لـلواكي | البيانات المناخية لـلواكي | البيانات المناخية لـلواكي | البيانات المناخية لـلواكي | البيانات المناخية لـلواكي | البيانات المناخية لـلواكي | البيانات المناخية لـلواكي |
| الشهر                             | يناير                     | فبراير                    | مارس                      | أبريل                     | مايو                      | يونيو                     | يوليو                     | أغسطس                     | سبتمبر                    | أكتوبر                    | نوفمبر                    | ديسمبر                    | المعدل السنوي             |
| --------------------------------- | ------------------------- | ------------------------- | ------------------------- | ------------------------- | ------------------------- | ------------------------- | ------------------------- | ------------------------- | ------------------------- | ------------------------- | ------------------------- | ------------------------- | ------------------------- |
| متوسط درجة الحرارة الكبرى °م (°ف) | 8.1 (46.6)                | 8.0 (46.4)                | 10.3 (50.5)               | 15.1 (59.2)               | 18.9 (66.0)               | 21.5 (70.7)               | 24.6 (76.3)               | 27.3 (81.1)               | 24.5 (76.1)               | 19.9 (67.8)               | 15.4 (59.7)               | 10.8 (51.4)               | 17.0 (62.7)               |
| المتوسط اليومي °م (°ف)            | 3.1 (37.6)                | 3.3 (37.9)                | 5.8 (42.4)                | 10.8 (51.4)               | 15.1 (59.2)               | 18.2 (64.8)               | 21.5 (70.7)               | 23.9 (75.0)               | 20.9 (69.6)               | 15.6 (60.1)               | 10.5 (50.9)               | 5.7 (42.3)                | 12.9 (55.2)               |
| متوسط درجة الحرارة الصغرى °م (°ف) | −1.5 (29.3)               | −1.0 (30.2)               | 1.4 (34.5)                | 6.4 (43.5)                | 11.3 (52.3)               | 15.4 (59.7)               | 19.1 (66.4)               | 21.1 (70.0)               | 17.8 (64.0)               | 11.4 (52.5)               | 5.6 (42.1)                | 0.7 (33.3)                | 9.0 (48.2)                |
| الهطول مم (إنش)                   | 45.0 (1.77)               | 62.1 (2.44)               | 102.8 (4.05)              | 128.2 (5.05)              | 146.1 (5.75)              | 156.5 (6.16)              | 113.0 (4.45)              | 137.5 (5.41)              | 175.4 (6.91)              | 162.3 (6.39)              | 87.6 (3.45)               | 40.3 (1.59)               | 1٬356٫8 (53.42)           |
| متوسط تساقط الثلوج سم (إنش)       | 4 (1.6)                   | 8 (3.1)                   | 3 (1.2)                   | 0 (0)                     | 0 (0)                     | 0 (0)                     | 0 (0)                     | 0 (0)                     | 0 (0)                     | 0 (0)                     | 0 (0)                     | 1 (0.4)                   | 16 (6.3)                  |
| متوسط الرطوبة النسبية (%)         | 60                        | 60                        | 63                        | 71                        | 77                        | 84                        | 87                        | 85                        | 81                        | 75                        | 70                        | 64                        | 73                        |
| ساعات سطوع الشمس الشهرية          | 188.3                     | 169.8                     | 191.3                     | 184.0                     | 201.0                     | 144.0                     | 147.6                     | 192.9                     | 130.3                     | 152.0                     | 156.6                     | 177.1                     | 2٬034٫9                   |
| المصدر: NOAA (1961-1990)          |                           |                           |                           |                           |                           |                           |                           |                           |                           |                           |                           |                           |                           |

## توأمة
للواكي (فوكوشيما) اتفاقيات توأمة مع:
- تاونسفيل

## أعلام
- ايزومي يوشيدا
- ميتشيكو اوكادا
- رينا تاكيدا
- ميساكي إيتو
- هيرومي كوباياشي
- كيوشي سوزوكي